# Rückholdienst

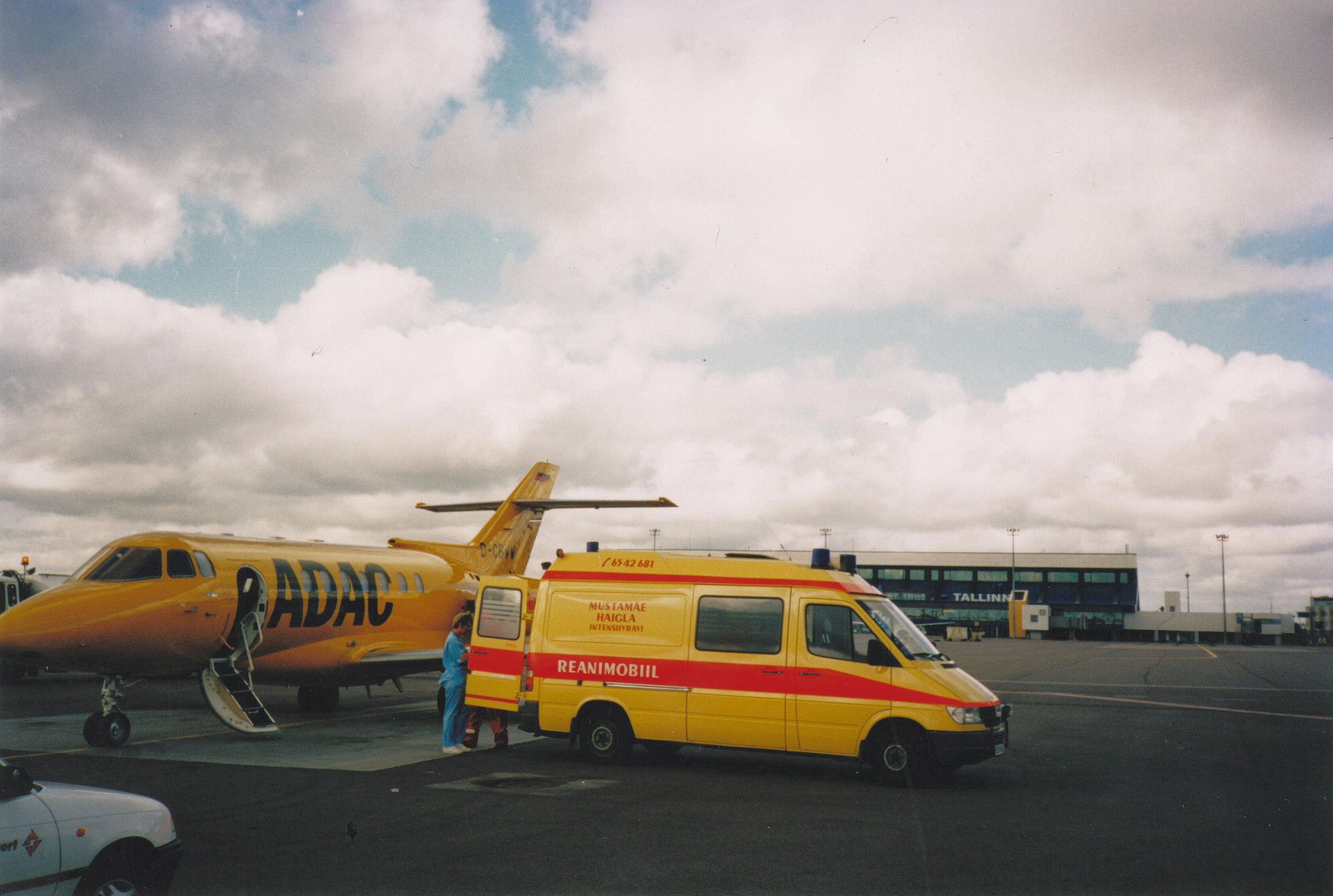
Patientenabholung Flughafen Tallinn

Unter Rückholdienst (RHD) versteht man den Heimtransport von Verunfallten oder Erkrankten aus dem In- und Ausland in die Heimat.

## Formen
Pkw-Dienst
Der Patient wird mit einem Pkw der Hilfsorganisation abgeholt und heimgefahren.
Langstrecken-Krankentransport
Der Patient mit einem Krankentransportwagen abgeholt und in die Heimatklinik gefahren.
Rettungswagen
In kritischen Fällen, in denen ein Transport mit dem Krankentransportwagen nicht mehr möglich ist, kann stattdessen auf einen Rettungswagen oder einen Intensivtransportwagen zurückgegriffen werden.
Flugbegleitung 
Ein Notarzt und/oder ein Rettungsassistent/Notfallsanitäter begleiten und versorgen den Patienten in einem herkömmlichen Linienflugzeug. Je nach Zustand können einfache Liegeflächen (englisch: „Stretcher“) oder Intensivstationen ähnliche (temporäre) Installationen, sogenannte „Patient Transport Compartments“ verwendet werden. Flugbegleitungen finden in der Regel in der Kategorie „Business“ statt, da die „Economy“-Klasse meist zu wenig Platz bietet, aber auch im Bereich „Economy“.
Ambulanzflug
Ein geeignetes Ambulanzflugzeug wird verwendet. Im Vergleich zu der Verwendung eines Ambulanzjets ist ein Rücktransport per Linienflugzeug trotz des nötigen Umbaus des Flugzeugs oft günstiger, die Kosten für eine Rückholung aus Bangkok im Jahr 2007 belief sich etwa auf 57.000 Euro pro Patient.
Ein Rücktransport nach Österreich aus Brasilien mit einem PTC (Patient Transport Compartment) im Jahr 2016 kostete rund 80.000 Euro.
Für den Rückholdienst ist eine besondere Versicherung notwendig. Diese ist für Mitglieder beispielsweise des ADAC (aber auch ähnliche, wie: Arbeiter-Samariter-Bund, Deutsches Rotes Kreuz oder Gewerkschaften) häufig bereits vorhanden, kann aber auch gesondert bei einem Versicherungsunternehmen abgeschlossen werden. In Österreich betreibt die OAFA Ärzteflugambulanz den Rückholdienst seit 1977 und bietet einen Reiseschutz an, der die Repatriierung beinhaltet.

## Auslandsrückholung

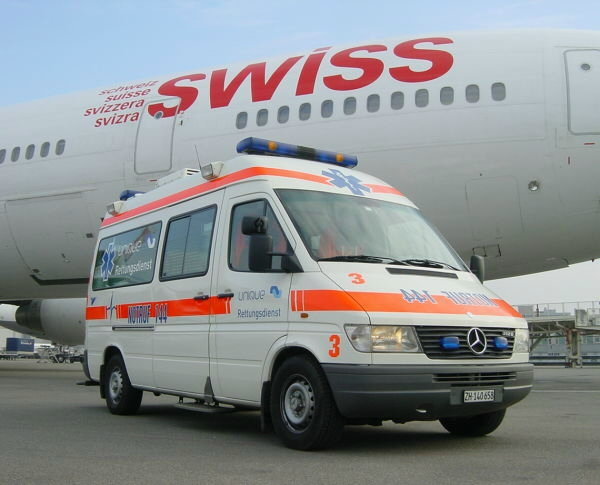
Rettungswagen am Flugfeld

Als Auslandsrückholung (auch: „Repatriierung“) bezeichnet man den Rücktransport von erheblich erkrankten oder verletzten Personen aus einem Reiseland. Eine Repatriierung erfolgt nach Möglichkeit unter angemessener medizinischer Aufsicht eines Arztes und eines Rettungsassistenten oder einer Pflegekraft.
Bei einer Auslandsrückholung muss der Aufwand zwischen Kosten und Nutzen unter anderem nach folgenden Faktoren abgewogen werden:
- Die Qualität der medizinische Versorgung am jeweiligen Ort
- erhebliche Verständigungsprobleme (besonders bei der Anamnese)
- Fachwissen oder Spezialisierung
- Soziale Beziehungen im Heimatland können sich positiv auf den Krankheitsverlauf auswirken

Eine Kosten-Nutzen-Analyse wird in medizinischen Notfällen bei Reiseschutz-Versicherungen, wie beispielsweise der OAFA Ärzteflugambulanz nicht angewendet, hier entscheiden andere Kriterien, insbesondere der Schweregrad der Erkrankung/der Unfallfolgen.
Ein Transport eines Patienten birgt Risiken. Nicht jeder kann jederzeit transportiert werden, es gibt medizinische Indikationen, bei denen ein Rücktransport zu einem bestimmten Zeitpunkt erst möglich ist. Der begleitende Flugarzt entscheidet gemeinsam mit dem vor Ort behandelnden Arzt, ob der Patient transportfähig ist. Bei einer Rückholung per Flug wird hierfür häufig der Begriff „fit to fly“ benutzt.

### Kosten
Für die Bundesrepublik Deutschland gilt, dass die Kosten einer Repatriierung generell nicht von den Krankenkassen gedeckt werden. Dies geht auf ein Gerichtsurteil zurück, nach welchem davon ausgegangen werden muss, dass derjenige, der ins Ausland verreist, auch finanzstark genug ist, einen entsprechenden Schutzbrief oder eine entsprechende Versicherung abzuschließen (vgl. § 60 Abs. 4 Satz 1 Sozialgesetzbuch V).
Auch in Österreich übernimmt die Sozialversicherung keine Repatriierungskosten.
Fast alle Rettungsorganisationen der Repatriierung sowie private Versicherungsunternehmen bieten entsprechende Versicherungen an. Ansonsten hat im Regelfall der betroffene Patient die zumeist erheblichen Kosten selbst zu tragen.